# Joachim Daniel von Jauch

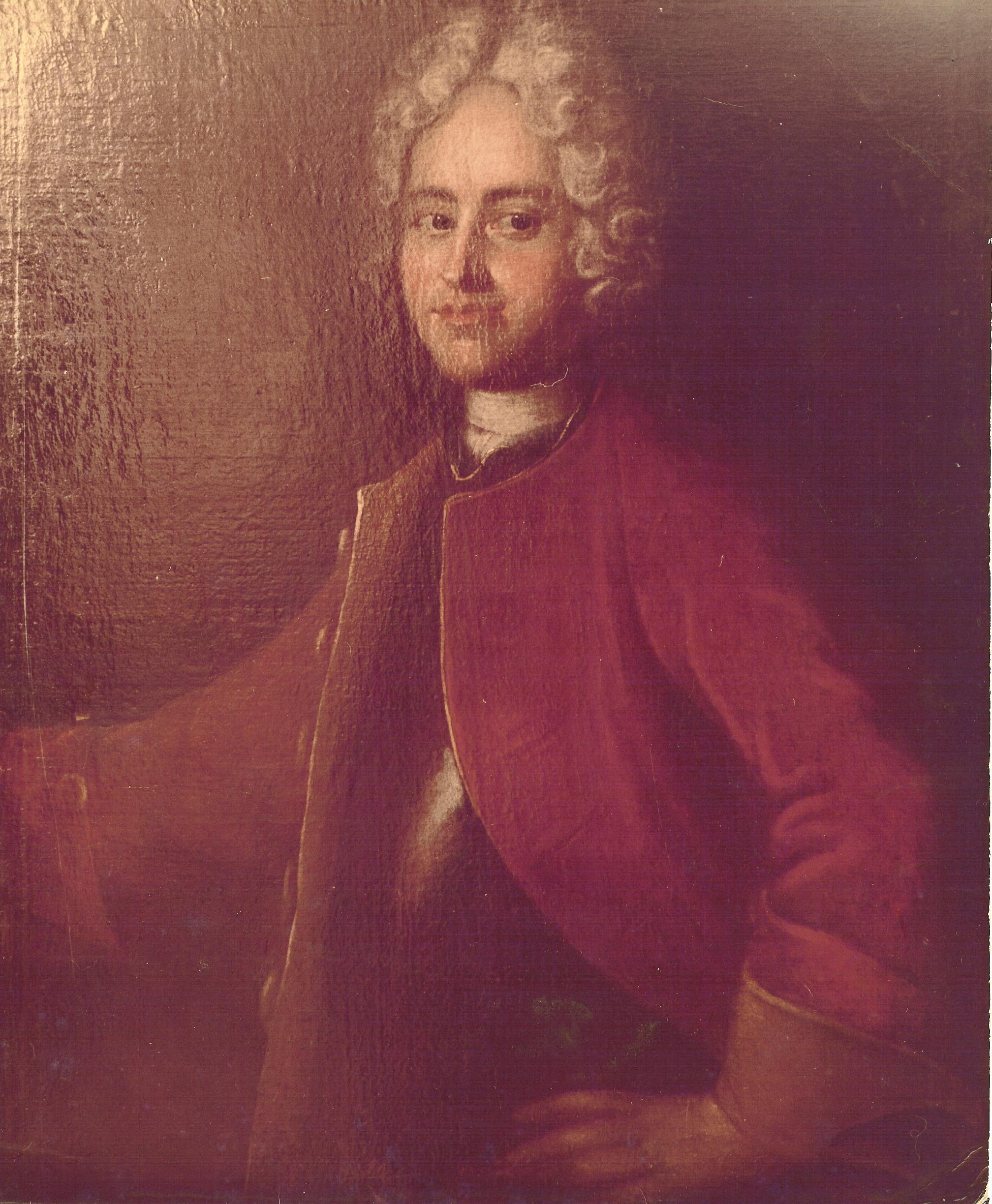
Il generale Joachim Daniel von Jauch (circa 1720)

Joachim Daniel von Jauch (Güstrow, 22 marzo 1688 – Varsavia, 3 maggio 1754) è stato un militare e architetto tedesco che supervisionò lo sviluppo barocco di Varsavia in Polonia.

## Biografia
Nacque nella famiglia Jauch a Güstrow, in Germania, il 22 marzo 1688, il più giovane di quattordici figli. Fino al 1704 svolse il servizio militare per gli Stati generali dei Paesi Bassi e prestò servizio sotto i re Augusto II e Augusto III di Polonia negli eserciti sassoni e polacchi. Divenne tenente elettorale sassone (1705), capitano elettorale sassone nel corpo degli ingegneri (1714), capitano reale polacco nel reggimento di artiglieria reale polacca (1717) e maggiore reale polacco ed elettorale sassone maggiore (entrambi i gradi nel 1720). Nel frattempo, era anche ingegnere civile e architetto barocco dei re. Nel 1705 fu nominato ispettore per l'illuminazione stradale della città di Dresda e rappresentante autorizzato per la Polonia del re in materia di architettura (1715). Nel 1720 sposò Eva Maria Münnich, che si dice fosse la figlia di Burkhard Christoph von Münnich, suo predecessore come sovrintendente dell'autorità edile sassone.

## Carriera architettonica
Joachim Daniel von Jauch fu nominato sovrintendente dell'autorità edile della Sassonia in Polonia (1721) e l'anno successivo acquistò un terreno nel quartiere Solec, che era autonomo e non soggetto alla città di Varsavia, dove poi eresse il Palais Jauch. Venne incaricato di rinnovare diverse sale del Castello Reale a Varsavia (1722–1723). Tra il 1724 e il 1730 modificò il Palazzo Ujazdow e creò il viale omonimo a Varsavia. A lui si deve la ricostruzione, nel 1726, del "Palazzo Blu" nei Giardini Sassoni e il progetto della sala del parlamento polacco nel Palazzo Sapieha. Nel 1727 preparò un progetto per la chiesa dei "Boni Fratelli" a Varsavia e nel 1729 iniziò i lavori per la costruzione della Caserma Casimirs a Varsavia. A seguito dei servizi resi alla monarchia fu fatto nobile nel 1730, dopodiché, nel 1731, aggiunse una grande sala delle feste al suo palazzo di Solec, dove ricevette il re.

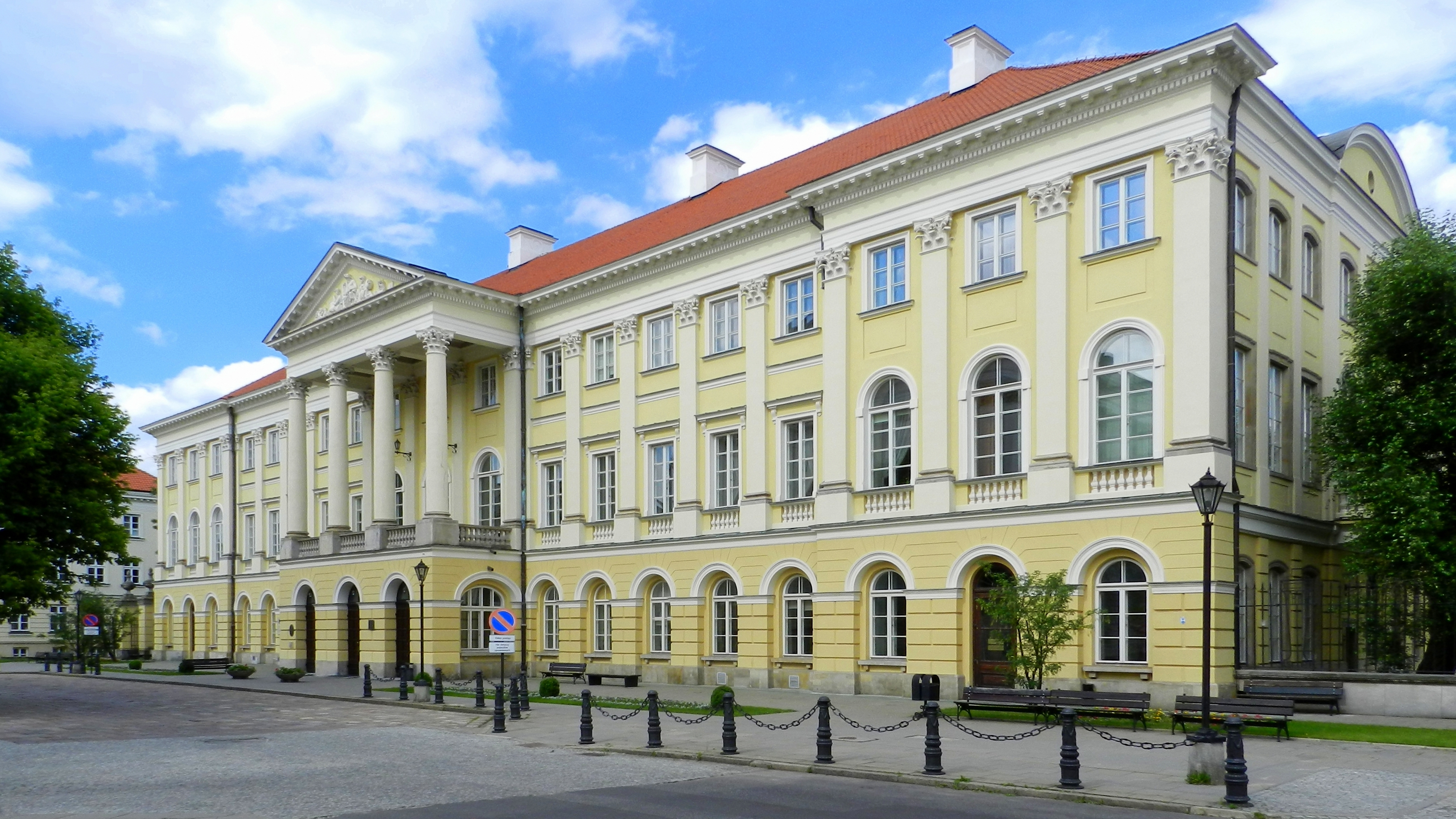
Il Palazzo Kazimierzowski, ricostruito secondo lo stile rococò con il co-architetto Johann Sigmund Deybel (1737-39)

Gli anni d'oro della sua carriera architettonica furono dal 1735 in poi con l'erezione del Palazzo Lubomirski e la costruzione della cappella del Palazzo Sassone (entrambi nel 1735), l'erezione del teatro nel palazzo reale di Varsavia (1736), l'edificio del cripta per il re Augusto II di Polonia nella chiesa dei Cappuccini a Varsavia (1736-1738) che portò alla sua ricezione del titolo di governatore dell'autorità edile sassone in Polonia (1736). Questo lavoro venne seguito da una commissione per ricostruire il Palazzo Kazimierzowski secondo un progetto rococò con il co-architetto Johann Sigmund Deybel (1737–39). Nel 1738 progettò la costruzione di edifici postali (Postpalais) a Dąbrowa e Boguszyce in Polonia, sulla strada reale tra Dresda e Varsavia, e nel 1745 la costruzione del portale del Palazzo Sassone.
Nella sua parallela carriera militare, giunse al grado di tenente colonnello elettorale sassone (1725), luogotenente colonnello reale polacco (1729) e colonnello reale polacco (1736).
Joachim Daniel von Jauch morì a Varsavia il 3 maggio 1754. Tra il 1754 e il 1759 il Palazzo Brühl di Varsavia fu ricostruito su progetto di von Jauch e Johann Friedrich Knöbel.